# تسرنایکا
تسرنایکا (به صربی: Crnajka) یک منطقهٔ مسکونی در صربستان است که در مایدانپک واقع شده‌است. تسرنایکا ۱٬۰۹۹ نفر جمعیت دارد.